# Dynatosoma bifasciatum
Dynatosoma bifasciatum är en tvåvingeart som först beskrevs av Walker 1848.  Dynatosoma bifasciatum ingår i släktet Dynatosoma och familjen svampmyggor. Inga underarter finns listade i Catalogue of Life.